# Pacta conventa (Croația)
Pacta conventa a fost un presupus acord încheiat între regele Coloman al Ungariei și nobilimea croată în 1102 sau mai târziu. În vreme ce unii afirmă că era vorba de o uniune voluntară a celor două monarhii, care permitea Croației să rămână un regat suveran, alții susțin că Ungaria a anexat Croația și a forțat clasa conducătoare croată să accepte acortul. 
Un document intitulat Pacta conventa ori Qualiter a fost găsit în biblioteca orașului Trogir, iar unii istorici croați cred că datează din 1102, dar cei mai mulți cercetători consideră că este un fals scris câteva sute de ani mai târziu, probabil prin secolul al XIV-lea. Documentul este păstrat la Muzeul Național al Ungariei.

## Contextul istoric
După ce ultimul rege croat de etnie croată Petar Svačić a murit pe câmpul de luptă în 1097, supușii săi au refuzat să se predea. Pentru a pune capăt războiului a fost semnat un acord, cel mai probabil în 1102, nobilii croați semnând cu regele ungar Coloman ceea ce se presupune că ar fi fost Pacta conventa. După semnarea înțelegerii, Coloman a fost încoronat în Biograd și rege al Croației..

## Prevederile Pacta conventa
Acordul prevedea ca Ungaria și Croația să fie guvernate de același monarh ca două regate separate. În timpul ceremoniei de încoronare de la Biograd na Moru, Coloman a promis celor prezenți păstrarea tuturor drepturilor Croației și drepturi suplimentare pentru nobilimea locală. Croații îl recunoșteau pe Coloman ca rege al Croației și Dalmației și i-au promis ajutor în război pe cheltuiala lor dreapta fluviului Drava și pe cheltuiala ungurilor pe partea stângă a râului. 
Coloman și urmașii lui au fost investiți cu toate drepturile regale asupra Regatului Croației: să numească bani, să ofere privilegii și moșii, să semneze legile votate de supușii lui croați, să strângă taxe și impozite, să stăpânească domeniile regale (terra regalis) a dinastiei croate dispărute, să stabilească politica externă a regatului și să acționeze ca șef suprem al armatei. 

## Validitatea documentului
Validitatea documentului a fost pusă la îndoială. În vreme ce există istorici care consideră că presupusul acord este de fapt un document din secolul al XIV-lea, o copie a documentului original , alții îl considera doar un fals medieval târziu, care nu s-a bazat pe niciun text original. În timp ce mai multe prevederi ale textului par anacronice unor cercetători, alții îl consideră o actualizare a unui original mai vechi.
Încă din secolul al XIX-lea, documentul aflat în Budapesta a fost considerat de mai mulți cercetători ca nefiind un original. 
În 1915 și 1925, istoricul croat Milan Šufflay a menționat acest document în lucrările sale, mai întâi considerându-l un fals, iar mai apoi o un „addendum” din secolul al XIV-lea bazat pe un manuscris mai vechi al lui Thomas Archidiaconus. Istoricul maghiar János Karácsonyi consideră că documentul este un fals din secolul al XIV-lea, iar istoricul sloven Ljudmil Hauptmann consideră că este un document din secolul al XIII-lea. Istorici croați  Miho Barada și Marko Kostrenčić consideră ca este un document din 1102, în vreme ce un altul, Nada Klaić, îl consideră doar un fals din secolul al XIV-lea.
Un alt istoric croat,  Stjepan Antoljak, consideră Pacta conventa o sursa istorică incompleta, dau un un fals.

Disputele și incertitudinile cu privire la autenticitatea Pacta conventa corespund în mare parte cu disputele și incertitudinile legate de relațiile regatelor croat și maghar în secolele al X-lea și al XI-lea. Istoricul croat Ferdo Šišić și susținătorii săi consideră că Tomislav al Croației a domnit asupra întregii regiuni (sau a celei mai mari părți) locuite de croați, în vreme ce istoricii maghiari Gyula Kristó, Bálint Hóman și János Karácsonyi consideră că zona cuprinsă între Drava și Sava nu a fost sub controlul nici unuia dintre cele două regate în acea perioadă. Nada Klaić are o poziție de mijloc, numele generic "Slavonia" (țara slavilor) poate să fie un argument în favoarea ambelor tabere.
Deși validitatea documentului este discutabilă, a existat cel puțin un acord nescris care a reglementat relațiile dintre Ungaria și Croația în aproximativ aceleași condiții, dar fiind faptul că regii maghiari au fost și regi ai Croației între 1102–1918, fiind reprezentat în țară de un ban, dar Croația și-a păstrat parlamentul (Sabor) și o largă autonomie internă.
Sursa de inspirație pentru textul documentului ar fi putut fi situația politică și socială din cei 300 de ani de după anul 1102, când cele două regate au fost unite sub conducerea regelui maghiar prin libera alegere a nobilimii croate sau prin forța armelor ungurilor. Aristocrația croată și-a menținut legile și privilegiile, inclusiv prevederile care priveau serviciul militar doar în limitele granițelor propriului regat.

## Interpretările acordului
În conformitate cu studiile pentru fosta Iugoslavie a Bibliotecii Congresului SUA, regele Coloman a zdrobit orice opoziție croată după moartea regelui Ladislau I și a câștigat dreptul să se încoroneze rege al Dalmației și Croației în 1102.. Încoronarea lui Coloman a creat o legătură între coroanele croată și maghiară care a rezistat până la sfârșitul primei conflagrații mondiale. Croații au considerat că țara lor a rămas un stat suveran de-a lungul secolelor, în ciuda uniunii voluntare ale celor două coroane, dar istoricii maghiari consideră că Ungaria a anexat pur și simplu Croația în 1102. Frederick Bernard Singleton explică că din punctul de vedere al croaților, Croația a fost un stat separat care a avut același conducător cu Ungaria.Diverse studii acreditează ideea că Ungaria nu a asimilat niciodată Croația, care a devenit mai degrabă un regat asociat, administrat de un guvernator civil, banul. După moartea regelui Ludovic al II-lea al Ungariei în bătălia de la Mohács din 1526, parlamentul croat l-a ales pe Ferdinand de Habsburg ca rege al Croației. Cultura maghiară a influențat-o în mod permanent pe cea croată. Frontiera comună s-a  modificat adeseori, uneori Ungaria tratând Croația ca pe un stat vasal.
În conformitate cu istoriografia croată, parlamentul a profitat de momentul prielnic din 1526 pentru a-și întări autonomia față de Ungaria prin alegerea lui Ferdinand de Hambsburg și a declarat că „… ne-am alăturat Coroanei Ungariei prin voința noastră liberă la fel cum facem acum față de domnia Maiestății Voastre”. Istoricii croați consideră că lupta pentru ocuparea tronului habsburgic în acele timpuri dovedesc că autonomia Croației a fost de necontestat. Din punctul de vedere al interpretării juridice a uniunii personale din punctul de vedere croat, Ludovic al II-lea nu a lăsat nici un moștenitor pe linie masculină și purtătorul legal al uniunii (regele) nu a mai existat din momentul morții sale, permițând nobilimii croate să își aleagă din nou monarhul. Spre deosebire de unguri, istoricii austrieci nu au pretins niciodată că au cucerit Croația și nu au ridicat nicio obiecție față de abordarea alegerii monarhului de către croați după anul 1526. Preambulul Compromisului ungaro-croat din  1868 afirmă că  Slavonia și Croația au ținut de Ungaria. . Deși Nagodba a demonstrat amploarea autonomiei Croației și Slavoniei, nu a putut contesta faptul că, din punct de vedere politic și economic, regiunea era subordonată Budapestei.
În 1105, Coloman a acordat privilegii orașelor-port în schimbul supunerii lor. Printre aceste privilegii se numărau alegerea propriilor episcopi și preoți, care erau mai apoi confirmați de rege, interzicerea colonizării maghiarilor în respectivele așezări, neplata unor taxe speciale, în condițiile în care împuterniciții legali supravegheau colectarea taxelor vamale, fără să se amestece în problemele interne.
În vreme ce istoricul croat Nada Klaić consideră că în 1102 a fost vorba de un anumit tip de capitulare, care oferea croaților termeni mai blânzi, istoricii sloveni Matjaž Klemenčič și Mitja Žagar cred că Pacta Conventa nu a existat cu adevărat vreodată, dar legenda existenței sale a fost un sprijin important în favoarea poziției privilegiate de mai târziu a Croației în cadrul Imperiului Habsburgic. Ei cred că deși Croația a încetat să mai existe ca un stat independent, nobilimea croată a păstrat puteri politice relativ puternice, iar  Klaić consideră că manuscrisul Trogir, cea mai veche versiune a presupusului pact nu este acordul unei capitulări, ci descrie relațiile vremii dintre rege și nobilime și își află sursele în situația existentă în secolul al XIV-lea. 